# U 480
U 480 war ein deutsches U-Boot vom Typ VII C, das im Zweiten Weltkrieg von der Kriegsmarine eingesetzt wurde. Es gilt als das erste im Fronteinsatz verwendete Tarnkappen-U-Boot der Welt.

## Geschichte
Der Auftrag für das Boot wurde am 10. April 1941 an die Deutschen Werke in Kiel vergeben. Die Kiellegung erfolgte am 8. Dezember 1942, der Stapellauf am 14. August 1943. Die Indienststellung unter Oberleutnant zur See Hans-Joachim Förster fand am 6. Oktober 1943 statt.
Zu den technischen Besonderheiten von U 480 zählte die sogenannte Alberich-Beschichtung der Außenhaut mit Gummimatten (benannt nach dem gleichnamigen Zwergenkönig mit Tarnkappe). Die Beschichtung aus aufgeklebtem, synthetischem Gummi in Plattenform aus zwei Schichten von je 2 bis 2,5 mm Stärke diente zur möglichst völligen Absorption von Sonarsignalen feindlicher Schiffe. Weitere technische Besonderheiten waren der Schnorchel, wodurch das Boot auf Sehrohrtiefe mit Dieselmaschinen fahren konnte, sowie neue T-5-Torpedos vom Typ Zaunkönig mit Akustiksteuerung.

### Einsätze

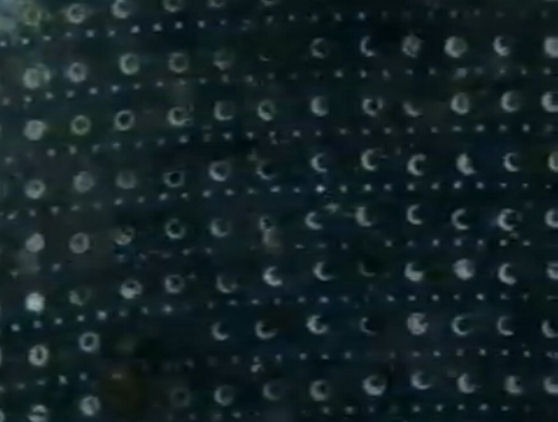
Nahaufnahme der Tarn-Gummimatten

Die Besatzung von U 480 führte vom 6. Oktober 1943 bis 31. Mai 1944 Ausbildungsfahrten bei der 5. U-Flottille durch.
Die erste Feindfahrt von Arendal aus vom 7. Juni bis 7. Juli 1944 bei der 9. U-Flottille erbrachte keine Erfolge.
Die zweite Feindfahrt erfolgte von Brest aus vom 3. August bis zum 4. Oktober 1944, ebenfalls bei der 9. Flottille. Am 21. August 1944 versenkte U 480 die kanadische Korvette HMCS Alberni (Lage) mit 925 ts und einen Tag später den britischen Minensucher HMS Loyalty (Lage) mit 850 ts. Noch einen Tag später folgte das britische Schiff Fort Yale (Lage) mit 7134 BRT aus dem Konvoi ETC 72. Am 25. August 1944 versenkte das Boot das britische Schiff Orminster mit 5.712 BRT. Wiederholt wurde versucht, das U-Boot mit Sonar zu orten, was aber nie gelang. Der Kommandant wurde für die Erfolge mit dem Ritterkreuz des Eisernen Kreuzes ausgezeichnet.
Die dritte und letzte Feindfahrt von Trondheim aus vom 6. Januar bis 20. Februar 1945 bei der 11. Flottille verlief ohne weitere Erfolge.

### Angriffe auf das Boot
Am 13. Juni 1944 erlebte U 480 einen Angriff durch ein alliiertes Flugboot vom Typ Catalina, konnte die feindliche Maschine jedoch abschießen.

### Verbleib
Bis zum Auffinden des Wracks 1998 wurde angenommen, dass U 480 am 24. Februar 1945 durch die britischen Fregatten HMS Duckworth und HMS Rowley südwestlich von Land’s End versenkt worden sei.
Nach der erfolgreichen zweiten Feindfahrt berichtete U 480 auf der Heimfahrt von den Erfolgen bezüglich der Versenkungen, aber auch vom Erfolg von Alberich. Diesen Enigma-verschlüsselten Funkspruch konnte die englische Aufklärung entschlüsseln und wurde so auf das Boot aufmerksam, welches offensichtlich einen unbekannten Tarnmechanismus nutzte. Als es bei seiner dritten Feindfahrt mitteilte, dass man im erfolgreichen Seegebiet der zweiten Feindfahrt wieder auf Lauer gehen wollte, verlegten die Engländer dort tiefliegende U-Boot-Minen im Minenfeld Brazier D2, über die ihre eigenen Schiffe hinwegfahren konnten, da die Ankerminen für sie zu tief im Wasser platziert wurden. 
Zwischen dem 29. Januar und dem 20. Februar 1945 sank U 480 im Ärmelkanal, 13 Seemeilen südwestlich der Isle of Wight, im geheimen Minenfeld Brazier D2. Kommandant Förster hatte sich auf derselben Versorgungsstrecke der Alliierten nach Cherbourg gewähnt, auf der er bereits im Jahr zuvor die vier Schiffe der Royal Navy hatte versenken können, und sich mit U 480 an einer Markierungsboje auf die Lauer gelegt. In der Zwischenzeit hatten die Alliierten die Route jedoch über Portsmouth geleitet, die Bojen aber an ihrem Platz belassen und dort Seeminen ausgelegt. Eine dieser Minen zerriss das Heck von U 480. Das Wrack wurde 1998 durch Zufall entdeckt.
Alle 48 Mann an Bord kamen ums Leben. Einzig der Rudergänger Horst Rösner überlebte. Dieser hatte von einem seiner Kameraden von einer Besichtigung des U-Bootes erfahren, an der auch eine Rotkreuz-Schwester und eine Marine-Helferin teilgenommen hatten. Da Frauen an Bord im Seefahreraberglauben Unglück bedeuten, entschied er sich, für einen Lehrgang in Norwegen zu bleiben, was ihm das Leben rettete. Horst Rösner verstarb am 7. Juli 2009.